# Hotspot (nätverk)
För andra betydelser, se hotspot.
Hotspot benämns en plats med publik WLAN-täckning, det vill säga ett område där man kan ansluta sin wifi-utrustade enhet till en trådlös accesspunkt. Hotspots finns ofta i anslutning till järnvägsstationer, hotellrum och flygplatser, men även vid privata hus.
För större områden, exempelvis arenor, finns det ibland hotzones att tillgå istället.
Ett fenomen som inte[källa behövs] är så vanligt i Sverige än[när?] men som förekommer utomlands är så kallade "Honeypots" och "elaka tvillingar". De fungerar ungefär på samma sätt och går ut på att en person sätter upp en hotspot och lockar till sig internetsurfare genom att antingen efterlikna en hotspot i någon av de etablerade operatörernas nätverk, eller erbjuda gratis surfning. Personen har då möjlighet att filtrera och läsa all okrypterad trafik som surfarna genererar, inloggningsuppgifter och annan känslig information genom kontrollen över hotspoten. 